# Chongqing Major
Chongqing Major var en Dota 2-turnering som anordnades i Chongqing mellan 19 och 27 januari 2019. Turneringen var den andra Majorn i den professionella Dota 2-säsongen mellan 2018/2019. 16 lag deltog i turneringen. Vinnarna av Majorn var Team Secret, som besegrade Virtus.pro i en bäst av fem final, där Team Secret vann 3–1.

## Lag
| Inbjudna - Team Secret - Team Liquid - Alliance - The Pango - Virtus.pro - Team Aster - Vici Gaming - PSG.LGD - Fnatic - TNC Predator - J.Storm - Forward Gaming - Evil Geniuses - Chaos Esports Club - Thunder Predator - EHOME |

## Resultat
| Plats | Lag                                   | Prispengar |
| 1     | Team Secret                           | $350,000   |
| 2     | Virtus.pro                            | $170,000   |
| 3     | Evil Geniuses                         | $100,000   |
| 4     | PSG.LGD                               | $80,000    |
| 5-6   | EHOME                                 | $60,000    |
| 5-6   | Fnatic                                | $60,000    |
| 7-8   | Vici Gaming                           | $40,000    |
| 7-8   | Team Liquid                           | $40,000    |
| 9-12  | Chaos Esports Club & Thunder Predator | $15,000    |
| 9-12  | J.Storm & TNC Predator                | $15,000    |
| 13-16 | Alliance & The Pango                  | $10,000    |
| 13-16 | Forward Gaming & Team Aster           | $10,000    |